# لازلو سزكي
لازلو سزكي (بالمجرية: Szőke László)‏ (مواليد 21 أغسطس 1966) هو ملاكم مجري، مثّل بلاده في الألعاب الأولمبية الصيفية 1988.

## روابط خارجية
لازلو سزكي على موقع أوليمبيديا (الإنجليزية)